# Парадокс на Джевънс
Парадокс на Джевънс се нарича феноменът, когато технологичният напредък, увеличаващ ефективността на използване на ресурсите, в същото време увеличава степента на тяхната консумация. Общият пример е когато нововъведенията в ефективното използване на ресурсите, вместо да удължават живота на уредите, намаляват жизнения им цикъл, което увеличава нуждите от суровини, за да бъдат произвеждани.
Последствията от този парадокс са, че повечето спестявания, или дори всички спестявания за сметка на енергийна ефективност, се губят в дългосрочен план. Това означава, че развитието на технологиите ще ускори изчерпването на наличните ресурсни резерви.
Парадоксът е отбелязан през 1865 г. от английския икономист Уилям Стенли Джевънс.